# Beaver (Alaska)
Beaver is een plaats (census-designated place) in de Amerikaanse staat Alaska, en valt bestuurlijk gezien onder Yukon-Koyukuk Census Area.

## Demografie
Bij de volkstelling in 2000 werd het aantal inwoners vastgesteld op 84.

## Geografie
Volgens het United States Census Bureau beslaat de plaats een oppervlakte van
55,9 km², waarvan 53,1 km² land en 2,8 km² water.

## Plaatsen in de nabije omgeving
De onderstaande figuur toont nabijgelegen plaatsen in een straal van 104 km rond Beaver.